# Die große Freiheit
Die große Freiheit (Originaltitel La Belle Vie) ist ein französischer Spielfilm des Regisseurs Jean Denizot aus dem Jahr 2013.

## Handlung
Yves lebt mit seinen beiden Söhnen Sylvain und Pierre, 16 und 18 Jahre alt, in zwei Wohnwägen mit ein paar Tieren mitten in der Natur. Vor elf Jahren hat Yves das Sorgerecht für die Kinder verloren. Nach einem Besuch bei ihm brachte er die Kinder nicht mehr zur Mutter zurück und ist seither mit ihnen auf der Flucht. Auf dem örtlichen Markt verkaufen sie selbstgemachten Honig, Käse und Eier. Pierre sehnt sich nach einem normalen Leben. Eines Tages werden in der Gegend Fahndungsfotos von ihnen aufgehängt. Trotzdem wagen die Jungs sich in das Dorf, wo Pierre Mädchen anspricht, worauf sie als Zigeuner beschimpft und verfolgt werden. Sie flüchten mit ihrem Pferd; nachdem Sylvain abgestiegen ist, macht sich Pierre davon. Yves und Sylvain brechen sofort auf und lassen fast alles zurück. Sylvain besteht aber darauf, seinen Hund mitzunehmen. 
Sie kommen zunächst bei Yves’ Bekannter Elena unter, die Yves nahelegt, sich zu stellen. Als sie eine Autopanne haben, interessiert sich die Polizei für sie. Sie flüchten über den Fluss, wobei Yves den Hund opfert, der sie verraten könnte. Sie entwenden ein kleines Hausboot. Auf einer Flussinsel fühlen sie sich sicher und wollen dort ein paar Tage verbringen. Sylvain lernt am Ufer Gina kennen, die mit ihrem Vater Urlaub macht, und verliebt sich in sie. Zunächst erzählt er ihr ausgedachte Geschichten über sich und seinen Vater. Schließlich sagt er ihr aber die Wahrheit, welche sie interessant findet. Yves ruft einige Male Elena an, von der er erfährt, dass Pierre in Orléans ist, wo auch ihre Mutter wohnt. 
Elena vermittelt eine Bleibe auf einem Pferdehof, wo sie arbeiten können. Sylvain hat immer öfters Differenzen mit seinem Vater und möchte bei Gina bleiben. Schließlich begleitet er aber doch seinen kränkelnden Vater, für den er sich verantwortlich fühlt. Als es auf dem Pferdehof zu einer Aggression gegenüber einer Beschäftigten kommt, erkennt Sylvain, dass er nicht mehr bei seinem Vater bleiben kann. Er fährt zu Pierre nach Orléans, der dort in einem Restaurant arbeitet. Auf die Frage von Sylvain nach der Mutter antwortet Pierre, dass er sie nur von weitem gesehen habe. Sylvain findet sie auf einer Bank an einem Spielplatz, wo sie auf ein Kind aufpasst. Er setzt sich neben sie und sie nehmen Blickkontakt auf.

## Hintergrund
Die Filmhandlung orientiert sich an der wahren Geschichte von Xavier Fortin, der seine beiden Söhne entführte und über zehn Jahre mit ihnen durch Frankreich zog. Nach seiner Verhaftung wurde er wegen Kindesentführung angeklagt. Seine beiden Kinder stellten sich hinter ihn, so dass er eine milde Strafe erhielt.
Der Film wurde am 28. August 2013 im Rahmen der Internationalen Filmfestspiele von Venedig 2013 vorgestellt. Weitere Vorführungen gab es unter anderem in Griechenland beim Thessaloniki International Film Festival, in Frankreich beim Vendôme Film Festival sowie beim Festival Premiers Plans d’Angers und auf den Philippinen beim Cine Europa Film Festival. In Frankreich kam La Belle Vie am 9. April 2014 in die Kinos. International lief er unter dem englischen Titel The Good Life.
Der Film wurde mit deutschen Untertiteln am 14. Dezember 2016 um 23:00 Uhr von Arte ausgestrahlt.

## Kritik
„Sensibles Coming-of-Age-Drama, das altersbedingte Entscheidungen und Ablösungsprozesse in einen ungewöhnlichen Handlungsrahmen einbettet.“